# Южно-Африканская Республика (1961—1994)
Южно-Африканская Республика (аббрев. ЮАР; африк. Republiek van Suid-Afrika, англ. Republic of South Africa) — государство на крайнем юге Африки, провозглашённое 31 мая 1961 года по результатам референдума 1960 года, и просуществовавшее до 10 мая 1994 года, когда вступила в силу временная конституция ЮАР и Нельсон Мандела стал президентом ЮАР.
Оно граничило на севере с Ботсваной и Зимбабве, на северо-востоке — с Мозамбиком и Свазилендом, на северо-западе с подмандатной Юго-Западной Африкой.
Главой государства был государственный президент, избираемый на 7 лет коллегией выборщиков (с 1984 года на 5 лет). С 1961 по 1984 года пост президента был церемониальным, власть была сосредоточена в руках премьер-министра. С 1984 года президент является одновременно главой государства и правительства, а должность премьер-министра упразднена.
Парламент избирался исключительно белыми на пятилетний срок. До 1984 года парламент был двухпалатный и состоял из сената и палаты собрания. Палата собрания избиралась прямыми выборами на основе мажоритарной системы относительного большинства. С 1984 года парламент был трёхпалатным и состоял из палаты собрания (палата белых), палаты представителей (палата «цветных»), палаты делегатов (палата индийцев).

## История
В 1949 году в Южно-Африканском Союзе (ЮАС) был введён режим апартеида, который делил граждан этой страны на белых, обладающих всеми правами, и чёрных, у которых было только право работать. К концу 1950-х годов в стране было запрещено совместное обучение чёрных и белых в школах и высших учебных заведениях, темнокожих лишили права на протест.
Члены Содружества наций начали открыто выступать и оказывать давление на режим апартеида, из-за чего ЮАС решил объявить о выходе из Содружества. В стране был проведён референдум 1960 года среди белого населения, по результатам которого было принято решение о прекращении существования британского доминиона и об установлении республики. 31 мая 1961 года была провозглашена Южно-Африканская Республика.
В ЮАР продолжили приниматься расовые законы в пользу апартеида, что власти пытались оправдать тем, что чёрных в стране в пять раз больше, чем белых, и «если допустить, например, смешанные браки, то белых в стране скоро и вовсе не останется». Темнокожие могли появляться в крупных городах только в рабочее время с письменного разрешения работодателей, всё остальное время африканцы должны были находиться в «тауншипах» — гетто, которые создавались на окраинах крупных городов. Самым известным тауншипом была Александра — район на окраине Йоханнесбурга, где марши протеста и столкновения с полицией стали уже постоянным явлением. Решив, что мирными методами невозможно бороться с апартеидом, Африканский национальный конгресс (АНК) создал военизированное крыло Копье нации, но АНК долгое врпмя не представляло серьезной угрозы для государства, которое имело фактическую монополию на всё современное оружие. К 1964 году власти закрыли влиятельные прогрессивные издания и арестовали многих лидеров, включая Нельсона Мандела и Роберта Собукве, которые были приговорены к длительным срокам заключения; другие ушли в подполье и бежали из страны. Власти начали проводить политику, направленную на возрождение и закрепление межплеменных барьеров. В сентябре 1966 года в здании парламента был убит «архитектор апартеида» и премьер-министр ЮАР Хендрик Фервурд, при котором этот режим создался. Его преемником стал Балтазар Форстер, продолживший политику апартеида.
К 1969 году электорат был исключительно у белых. У индийцев никогда не было парламентского представительства, а места для «цветных» были упразднены.
После рецессии в начале 1960-х годов в экономике наблюдался быстрый рост вплоть до конца 1970-х годов. ЮАР разработала самую передовую инфраструктуру в Африке. После ввода ООН запрета на экспорт оружия в ЮАР, в 1964 году была создана Южноафриканская корпорация вооружений для производства высококачественной военной техники. Полностью белый парламент принял множество законов для ущемления прав не белых рас и борьбы с коммунистической идеологией.
Во внешней политике ЮАР ориентировалось на НАТО и находилось в тесном союзе с Португалией и Родезией. Правительство ЮАР предпринимало реакционную политику и следствием этого стала изоляция страны на международной арене. Апартеид неоднократно осуждался в резолюциях Генеральной Ассамблеи и Совета Безопасности ООН, но в то же время ООН не применяла к ЮАР действенных санкций. В 1960-х годах южноафриканское правительство неоднократно пыталось добиться диалога с африканскими странами, чтобы выйти из изоляции, с которыми были давно разорваны дипломатические отношения.
С середины 1970-х годов режим апартеида столкнулся с большими трудностями, усилились выступления против апартеида. Независимость и приход к власти революционных партий в Мозамбике и Анголе создали удобную обстановку для освободительной борьбы в ЮАР. Правительство ЮАР неоднократно предпринимало вооруженные провокации и прямую агрессию против африканских стран, оказывало поддержку Родезии, пытаясь при этом играть роль посредника в политическом урегулировании родезийского конфликта. Правящие круги ЮАР поддерживали Национальный фронт освобождения Анголы, Национальный союз за полную независимость Анголы и Мозамбикское национальное сопротивление. Позже ЮАР вторглась на территорию Анголы. В 1980 году было провозглашено Зимбабве, что завершило родезийский кризис. Массовое протестное движение в ЮАР разгорелось в 1972–1973 годах и достигло апогея в ходе студенческих демонстраций против введения обязательного обучения на языке африкаанс, вылившиеся в восстание в Соуэто в июне 1976 года, когда около десяти тысяч молодых людей вышло на демонстрации, где их встретила полиция со слезоточивым газом и автоматическими винтовками R1. Полиция без всякого предупреждения открыла огонь, в тот день погибло около сотни человек и более тысячи получили ранения, — это всколыхнуло всё население Йоханнесбурга и до конца 1976 года там не прекращались демонстрации, которые власти разгоняли с неизменной жестокостью. За полгода в Соуэто были убиты еще более шестисот человек, тысячи ранены и десятки тысяч арестованы.
В конце 1970-х годов руководство Национальной партией перешло к руководителям бизнеса и интеллектуалам, которые, считали, что реформы следует проводить для умиротворения иностранных и внутренних критиков. Питер Виллем Бота стал премьер-министром в августе 1978 года. Его правительство провело некоторые реформы, усилив государственный контроль. Смягчились запреты в отношении небелого населения, но борьба усилилась в начале 1980-х годов и стала еще более поляризованной. Новая конституция 1983 года попыталась расколоть оппозицию, удовлетворив индийцев и цветное население. По новой конституции отдельные палаты для индийцев и для «цветных», но также наделила большими полномочиями президента, а именно Боту и упразднило пост премьер-министра. С 1984 года начал функционировать трёхпалатный парламент ЮАР, который состоял из палаты собрания (палата белых), палаты представителей (палата «цветных»), палаты делегатов (палата индийцев). Однако реформы Боты не привели к каким-либо реальным изменениям в распределении власти. Белая палата могла отменить решения палат цветных и индийцев по вопросам национального значения, а все чернокожие оставались бесправными, в итоге бойкотировав выборы 1984 года.
Некоторые бантустаны получили де-юре независимость (Транскей, Венда, Бопутатсвана и Сискей), другие (Квазулу, Лебова, Кваква) получили ограниченную автономию. Статус бантустанов как суверенных независимых государств не получил международного признания.
В ответ на преобразования более 500 общественных групп сформировали Объединённый демократический фронт, который стал тесно отождествляться с изгнанным АНК. Протесты начали усиливаться, и в 1986 году правительство объявило общенациональное чрезвычайное положение и начало кампании по ликвидации всей оппозиции. В течение трёх лет полицейские и солдаты патрулировали чёрные посёлки. Жёсткие законы о цензуре пытались скрыть эти действия. В 1988 году армия ЮАР потерпела военное поражение в Анголе, после чего было заключено трёхстороннее соглашение между Анголой, Кубой и ЮАР о выводе иностранных войск из Анголы и реализации плана ООН по предоставлению независимости Намибии.
Правительство ЮАР было вынуждено пойти на отмену расистского законодательства из-за окончания Холодной войны и введения санкций европейскими странами и США. Иностранные компании и инвесторы уходили из ЮАР, опасаясь дальнейшей дестабилизации. Это привело к тому, что страну возглавил Фредерик Виллем де Клерк, которого назвали «южноафриканским Горбачёвым», он выдвинул пятилетний план демонтажа системы апартеида. 2 февраля 1990 года государственный президент ЮАР де Клерк объявил об отмене главных законов апартеида — закона о расселении по группам и закон о регистрации населения, снятии запрета деятельности АНК и ряда других организаций. Также он объявил об освобождении Нельсона Манделы спустя 27 лет заключения. Были начаты переговоры между правительством страны и представителями конгресса. Центральным элементом программы АНК была ликвидация бантустанов. После 1994 года все бантустаны были включены обратно в состав ЮАР. Этот процесс, как правило, был мирным, но в некоторых случаях встретил сопротивление местных элит. Трудным был роспуск бантустанов Бопутатсвана и Сискей. В Сискей в марте 1994 года были введены войска. Тогда же было восстановлено членство ЮАР в Содружестве наций. В 1990 году независимость получила Намибия. В феврале 1993 года стороны договорились о создании Правительства национального единства и о формировании Переходного исполнительного совета.
17 ноября 1993 года был утверждён проект временной конституции, 27 апреля 1994 года проведены первые в истории ЮАР многорасовые выборы. 252 из 400 мест в парламенте получил Африканский национальный конгресс, на 2-м месте по популярности оказалась Национальная партия, находившаяся у власти свыше 40 лет. На первом заседании Национальной ассамблеи Нельсон Мандела был единогласно избран президентом новой страны.

## Население
Более 70% населения составляли африканские народы языковой семьи банту, коса, зулу, басуто, бечуаны, педи, свази, а также бушмены и готтентоты. Значительная прослойка метисов («цветных») — потомков от смешанных браков европейцев с африканцами (2,5 млн. чел.). Среди белых (4,3 млн. чел.) преобладали африканеры и англичане. Имеются индийцы (около 600 тыс. человек).
Динамика численности населения: 22,5 млн человек (1970), 25,5 млн человек в (1975). Средняя плотность по стране 21 человек на 1 км², в бантустанах 44 человек, а в Транскее 200 человек на 1 км² (1976). Свыше 48% всего населения проживало в городах. Территориально белые в городах проживают отдельно от «не белых», для которых созданы особые гетто. Крупнейшее из гетто — Соуэто в пригороде Йоханнесбурга с населением более 1 миллиона человек.

## Государственный строй
Главой государства являлся Государственный президент ЮАР, избираемый на 7 лет (с 1984 года на 5 лет) коллегией выборщиков, которая образуется из членов сената и палаты собрания. Президентом мог быть лишь белый гражданин ЮАР, достигший 30 лет и проживающий в стране не менее 5 лет. Президент назначал премьер-министра и министров, имел право досрочно распустить парламент, абсолютное вето в отношении принимаемых им законопроектов, являлся Верховным главнокомандующим вооружёнными силами, назначал послов, заключал и ратифицировал международные договоры. До 1984 года большинство своих полномочий президент осуществлял по «совету» правительства, его власть была церемониальна, вся власть была сосредоточена в руках премьер-министра ЮАР. С 1984 года президент являлся одновременно главой государства и правительства, должность премьер-министра была упразднена.
Парламент, избирался на пятилетний срок исключительно белыми избирателями прямыми выборами на основе мажоритарной системы относительного большинства. Парламент с 1961 по 1984 годы состоял из сената и палаты собрания. Избирательное право предоставлялось только белым гражданам, достигшим 18 лет. С 1984 года парламент был трёхпалатным и состоял из палаты собрания (палата «белых»), палаты представителей (палата «цветных»), палаты делегатов (палата «индийцев»).

### Политические партии
- Национальная партия
- Чистая национальная партия
- Прогрессивная федеральная партия
- Южноафриканская партия
- Южно-Африканская коммунистическая партия
- Африканский национальный конгресс
- Южно-Африканский индийский национальный конгресс
- Панафриканский конгресс

## Административно-территориальное деление
ЮАР делилась на 4 провинции: Капскую, Натал, Оранжевое свободное государство и Трансвааль.
| Название | Столица                       | Герб | Площадь, км² | Население,чел. (1991) |
| --- | ----------------------------- | ---- | ------------ | --------------------- |
| Провинция мыса Доброй Надежды Provinsie van die Kaap die Goeie Hoop The Cape of Good Hope Province                                                                                       | Кейптаун                      |      | 717 414      | 6 125 335             |
| Наталь Provinsie van Natal Province of Natal | Питермарицбург                |      | 91 610       | 2 430 753             |
| Оранжевое свободное государство Provinsie van die Oranje-Vrystaat Province of the Orange Free State                                                                                      | Блумфонтейн                   |      | 129 152      | 2 193 062             |
| Трансвааль Provinsie van Transvaal Province of Transvaal | Претория                      |      | 287 996      | 9 491 265             |
| ЮАР (в целом) | Претория Кейптаун Блумфонтейн |      | 1 220 813    | 30 986 919            |
| \| Административное деление Южно-Африканской Республики Провинция мыса Доброй Надежды Трансвааль Оранжевое свободное · государство Наталь Претория Капстад Блумфонтейн Питермарицбург \| |                               |      |              |                       |
| Административное деление Южно-Африканской Республики Провинция мыса Доброй Надежды Трансвааль Оранжевое свободное · государство Наталь Претория Капстад Блумфонтейн Питермарицбург       |                               |      |              |                       |

## Вооружённые силы
Южно-Африканские силы обороны вели войны в Анголе и Намибии против марксистских движений, а также подавляли внутренние протесты. Вооружённые силы были хорошо оснащены в сравнении с прочими африканскими вооружёнными силами, несмотря на эмбарго.

## Ядерная программа
Южно-Африканская Республика разрабатывала ядерное оружие с 1970-х годов в условиях международной изоляции. Программа была запущена при поддержке Израиля и частично Франции. Основной целью было сдерживание возможного советского вмешательства в южноафриканский регион, особенно в Анголе, где ЮАР вела боевые действия против поддерживаемых СССР и Кубой сил.
В 1979 году, вероятно, состоялось испытание ядерного устройства в южной части Атлантического океана (инцидент Вела), однако ЮАР и Израиль отрицали свою причастность. К 1980-м годам ЮАР обладала шестью боеголовками, способными к размещению на ракетах или самолётах.
В 1990 году, после начала реформ и окончания холодной войны, правительство Фредерика де Клерка свернуло программу. К 1993 году все боеголовки были разобраны, и ЮАР стала первой страной в мире, добровольно отказавшейся от разработанного ядерного оружия.

### Комментарии
1. ↑  с учётом Юго-Западной Африки
2. ↑  без учёта Юго-Западной Африки
3. ↑  Перечислены только государства — бантустаны, которые получили формальную независимость из-за политики апартеида. Остальные бантустаны (Квазулу, Лебова, Кваква) получили ограниченную автономию. После 1994 года они были возвращены в состав ЮАР
4. ↑  см. статью Бантустан
5. ↑  в провинциях без учёта населения бантустанов